# 2022年北京オリンピックのアメリカ領サモア選手団
2022年北京オリンピックのアメリカ領サモア選手団は、2022年2月4日から2月20日まで中華人民共和国の北京で開催された2022年北京オリンピックのアメリカ領サモア選手団の名簿。アメリカ領サモアの冬季オリンピック出場は、初出場の1994年リレハンメルオリンピック以来28年（7大会）ぶりとなった。

## 選手団
- 人員: 選手 1人
- 開会式旗手: ネイサン・クランプトン[1]
- 閉会式旗手: ネイサン・クランプトン[2]

## 種目別選手及び成績

### スケルトン
国際ボブスレー・スケルトン連盟（IBSF）が定めるランキングによりネイサン・クランプトンが出場資格を得た。
| 選手                   | 種目 | 1回目     | 1回目 | 2回目     | 2回目 | 3回目     | 3回目 | 4回目     | 4回目 | 合計      | 合計 |
| 選手                   | 種目 | 結果      | 順位  | 結果      | 順位  | 結果      | 順位  | 結果      | 順位  | 結果      | 順位 |
| ---------------------- | ---- | --------- | ----- | --------- | ----- | --------- | ----- | --------- | ----- | --------- | ---- |
| ネイサン・クランプトン | 男子 | 1分02秒06 | 22位  | 1分01秒65 | 17位  | 1分01秒60 | 17位  | 1分01秒49 | 18位  | 4分06秒80 | 19位 |